# راکایه یارسه

راکایه یارسه شهری در شهرستان دولوگو در استان بازگا در بورکینافاسوی مرکزی است و جمعیت آن ۱۱۵۹ نفر است.